# Тур по Пути спасения 2024
1-й выпуск Тура по Пути спасения — шоссейной многодневной велогонки по дорогам Турции. Гонка прошла с 30 августа по 2 сентября 2024 года в рамках Европейского тура UCI 2024. Победителем стал бельгийский велогонщик Рутгер Ваутерс.

## Участники
Всего в гонке приняло участие 17 команд.
| UCI Continental Teams (8)- Bike Aid - Kinan Racing Team - Spor Toto Cycling Team - Victoire Hiroshima - Konya Büyükşehir Belediye Spor - Victoria Sports Pro Cycling Team - Istanbul Büyüksehir Belediye Spor Türkiye - Vino SKO Team Национальные сборные (2)- Турция - Иран Любительские, клубные или региональные команды (7)- Bataia Brigade - Cycling Vlaanderen - Embrace The World Cycling - CLN Guerciotti Pro Cycling Team - Velo Bursa Bisiklet Takimi - Asperox Bikepedia Racing Team - Karya Cycling Team |
| |

## Маршрут
Четыре этапа маршрута имеют равнинный профиль.
| Этап | Дата   | Маршрут           | type      | Длина (км) | Победитель      | Лидер генеральной классификации |
| ---- | ------ | ----------------- | --------- | ---------- | --------------- | ------------------------------- |
| 1    | 30 авг | Самсун – Yakakent | равнинный | 118,8      | Vinzent Dorn    | Vinzent Dorn                    |
| 2    | 31 авг | Хавса – Амасья    | равнинный | 136,8      | Рутгер Ваутерс  | Рутгер Ваутерс                  |
| 3    | 1 сен  | Амасья – Чорум    | равнинный | 147,2      | Oliver Mattheis | Рутгер Ваутерс                  |
| 4    | 2 сен  | Чанкыры – Анкара  | равнинный | 174,5      | Рутгер Ваутерс  | Рутгер Ваутерс                  |

## Ход гонки
Винцент Дорн (Bike Aid) выиграл первый этап, где он после 154 километров возглавил группу из 14 человек в спринте и также стал лидером в общем зачете, одержав свою первую победу в UCI.
Победу на втором этапе одержал бельгиец Рутгер Воутерс, который на дистанции в 137 километров в Амасье опередил своего соотечественника и товарища по команде Элиаса ван Брессегема. Воутерс опередил ван Брессегема на 23 секунды и Дорна на 1:58 минуты.
После разочарования предыдущего дня, когда Винцент Дорн потерял желтую майку, команда Bike Aid впечатляюще выступила на третьем этапе. Оливер Маттайс смог победить после 147 километров и одержал победу в Коруме. После бельгийца Ярно Белленса победитель первого этапа — Дорн, пересёк финишную черту третьим. Общее лидерство удержал бельгиец Рутгер Воутерс.
После того как Винцент Дорн и Оливер Маттайс выиграли по одному этапу, Дорн занял второе место в общем зачете в заключительный день, в то время как Маттайс смог возглавить турнирную таблицу по очкам. На заключительном этапе, который выиграл абсолютный победитель Рутгер Воутерс, Маттайс также смог преодолеть финишную черту вторым, а Дорн на две секунды отстал на седьмом месте.

## Лидеры классификаций
| Этап |           | Победитель _    | Генеральная классификация _ |
| ---- | --------- | --------------- | --------------------------- |
| 1    | равнинный | Vinzent Dorn    | Vinzent Dorn                |
| 2    | равнинный | Рутгер Ваутерс  | Рутгер Ваутерс              |
| 3    | равнинный | Oliver Mattheis | Рутгер Ваутерс              |
| 4    | равнинный | Рутгер Ваутерс  | Рутгер Ваутерс              |
| Итог | Итог      |                 | Рутгер Ваутерс              |

## Итоговые классификации
| \| Генеральная классификация \| Генеральная классификация \| Генеральная классификация \| Генеральная классификация \| Генеральная классификация \| \| Гонщик \| Гонщик \| Команда \| Время \| \| \| ------------------------- \| ------------------------- \| ------------------------- \| ------------------------- \| ------------------------- \| \| 1-й \| Рутгер Ваутерс \| \| 13ч 08' 13 \| \| \| 2-й \| Vinzent Dorn \| Bike Aid \| + 1' 17 \| \| \| 3-й \| Jarno Bellens \| \| + 1' 25 \| \| |                |          |            |
| |                |          |            |
| Источник: ProCyclingStats |                |          |            |
| Генеральная классификация |                |          |            |
| Гонщик | Гонщик         | Команда  | Время      |
| 1-й | Рутгер Ваутерс |          | 13ч 08' 13 |
| 2-й | Vinzent Dorn   | Bike Aid | + 1' 17    |
| 3-й | Jarno Bellens  |          | + 1' 25    |